# Sky Sport
Sky Sport è la testata sportiva di Sky Italia.

## Storia
L'offerta tematica di Sky Sport nasce il 31 luglio 2003, in concomitanza con il lancio di Sky Italia e i canali autoprodotti, inizialmente, erano solo quattro: Sky Sport 1 (ex TELE+ Bianco), Sky Sport 2, Sky Sport 3 e Sky Sport 16:9.
Nell'agosto 2004 viene lanciato un quinto canale, Sky Sport Extra.
Il 10 luglio 2006 viene lanciata ufficialmente l'offerta in alta definizione, sperimentata in occasione del campionato mondiale di calcio 2006.
Il 24 agosto 2007 viene lanciato Sky Supercalcio, canale però visibile solamente agli abbonati al pacchetto Sky Calcio. Il 30 agosto 2008 nasce anche Sky Sport 24.
Il 3 ottobre 2010 viene lanciato Sky Sport 3D, confluito poi in Sky 3D il 6 settembre 2011, assieme a Sky Cinema 3D. Il 24 settembre 2011 viene lanciata la versione HD di Sky Sport 24.
Il 18 febbraio 2013 nasce Sky Sport F1, canale interamente dedicato alla Formula 1, alla Formula 2 e alla Formula 3. Il 10 marzo 2014 nasce anche Sky Sport MotoGP, canale interamente dedicato al Motomondiale.
Dal 19 aprile 2018 un canale Sky Sport è visibile anche sul digitale terrestre, attraverso Mediaset Premium, ai canali 319 e 374 in SD e 379 in HD. Dal 5 giugno su Sky, sempre via etere, è visibile Sky Sport Uno in SD sui canali 370 e 468 e in HD sui canali 380 e 470.
Il 2 luglio 2018 i canali Sky Sport subiscono una riorganizzazione; i nuovi canali sono: Sky Sport 24, Sky Sport Uno, Sky Sport Football, Sky Sport Arena, Sky Sport Golf, Sky Sport NBA, Sky Sport F1, Sky Sport MotoGP e Sky Sport Serie A. Inoltre, la testata adotta un nuovo logo, simile a quello già adottato da Sky Sports l'anno precedente. Dalla stessa data, tutti i canali sono visibili anche in Super HD. Dal 12 agosto successivo i canali subiscono alcuni cambi di numerazione: Sky Sport Serie A si sposta dal canale 208 al 202, Sky Sport Football si sposta al 203, Sky Sport Arena si sposta al 204, Sky Sport Golf passa al 205, Sky Sport NBA al 206 e infine Sky Sport F1 e Sky Sport MotoGP tornano alle posizioni 207 e 208. Dallo stesso giorno il canale Sky Sport Football viene reso visibile anche sul pacchetto Sky Calcio.
Il 23 aprile 2019 i canali Sky dell'offerta sul digitale terrestre, nella numerazione 300, vengono disattivati ed eliminati il 7 maggio seguente, rimanendo visibili dal 455 in poi.
Il 22 luglio 2019 Sky Sport Golf diventa Sky Sport Collection.
Dopo 17 anni, il 30 giugno 2020 Sky non rinnova l'accordo con la WWE per i diritti di trasmissione, i quali vengono acquisiti da Discovery Italia.
Il 19 settembre 2020 i canali Sky Sport cambiano logo, uniformandosi alle compagini britannica e tedesca.
Il 28 giugno 2021 Sky Sport Collection diventa Sky Sport Tennis, in occasione del consueto inizio del torneo di Wimbledon.
Il 1º luglio 2021 avviene una riorganizzazione di alcuni canali: Sky Sport Serie A diventa Sky Sport Calcio e debutta Sky Sport Action al 206, mentre Sky Sport NBA si sposta al canale 209.
Il 20 agosto 2021 nasce Sky Sport 4K, al numero 213 della piattaforma Sky.
Il 9 gennaio 2023 Sky Sport Action termina le sue trasmissioni, mentre il 12 gennaio seguente ritorna Sky Sport Golf. Dall'11 giugno al 3 settembre 2023 Sky Sport Uno diventa temporaneamente Sky Sport Summer.
Dal 3 luglio 2023 è avvenuta un'ulteriore riorganizzazione per alcuni canali: Sky Sport Tennis è stato spostato sulla numerazione 203 (in modo da dare maggior visibilità agli eventi di questo sport e in vista del fatto che dal 2024 Sky trasmetterà in esclusiva i tornei ATP e WTA), mentre invece sulla numerazione 205 è tornato Sky Sport Action, il quale è tornato a trasmettere gli eventi che non riescono a trovare spazio sugli altri canali (tra cui MLB, padel, WEC e pallavolo, che negli ultimi mesi erano stati distribuiti in caso di necessità sui canali dal 251 in poi).
Il 4 settembre 2023 Sky Sport Action (canale 205) diventa Sky Sport Max: canale multisport con una vasta gamma di discipline sportive nel palinsesto, dal basket al baseball e hockey su ghiaccio. Il primo evento trasmesso in diretta sul nuovo canale è stata una partita di calcio della Serie C NOW, girone A, tra Mantova e Padova.
Il 23 ottobre 2023 vengono assegnati a Sky Italia per il ciclo 2024/2029 i diritti della Serie A (in co-esclusiva con DAZN) di 3 partite a giornata per un totale di 114 match di Serie A a stagione, insieme agli highlights di tutti i 380 incontri, ai diritti di archivio delle stagioni correnti e a quelli in esclusiva di tutti i match di Serie A per bar, hotel e altri locali pubblici.
Il 1 novembre 2023 vengono spenti i canali Sky Sport 260 e 261 e tutti i canali non in HD di Sky ad esclusione di Sky Sport24, Sky Sport Uno, Sky Sport Tennis, Sky Sport Max, Sky Sport F1, Sky Sport MotoGP, Sky Sport 271, Sky Sport 272 e Sky Sport 273. In seguito vengono chiusi anche i canali Zona DAZN 3, Zona DAZN 4 e Zona DAZN 5.
Il 24 novembre 2023 il gruppo Sky sigla a livello europeo accordo quinquennale con ATP e WTA, dal 2024 al 2028, per la trasmissione di oltre 80 tornei ogni anno con più di 4.000 partite di tennis.
Il 12 febbraio 2024 nasce Sky Sport Plus.
Il 1º maggio 2024 viene concluso lo spegnimento di tutti i canali non in HD rimasti sui pacchetti Sky.
Dal 1º luglio 2025 Sky Sport NBA diventa Sky Sport Basket (in virtù dei cambiamenti in termini di diritti sportivi cestistici della pay-tv, meno gare di NBA e più delle competizioni europee) mantenendo la stessa LCN. Inoltre, sempre dalla stessa data, a seguito del mancato rinnovo tra Comcast e Warner Bros. Discovery, Eurosport 1 ed Eurosport 2 (rispettivamente al tasto 210 e 211 del telecomando) cessano le loro trasmissioni su Sky. Di conseguenza, ritorna Sky Sport Mix alla posizione 211 e debutta Sky Sport Legend alla 210, quest'ultimo visibile con il pacchetto base Sky TV.

## Canali
| LCN            | Logo      | Nome               | Storia |
| -------------- | --------- | ------------------ | --- |
| 200, 250, 503  |           | Sky Sport 24       | Canale all-news sportivo con notizie sportive e aggiornamenti in tempo reale. Lo studio copre tutte le discipline sportive, dal calcio agli sport motoristici, dal tennis al basket, dalle discipline olimpiche agli sport americani, ospitando a rotazione giornalisti e opinionisti. Dal 24 settembre 2011 trasmette in alta definizione. È visibile con il pacchetto Sky Sport e/o Sky Calcio. |
| 201            |           | Sky Sport Uno      | Canale principale di Sky Sport, dedicato ai più importanti eventi sportivi. Ospita almeno una gara di Serie A per ogni turno di campionato. È visibile solo con il pacchetto Sky Sport. |
| 202, 249       |           | Sky Sport Calcio   | Canale dedicato alla Serie A, alla Serie C, alla Coppa Italia Serie C, alla Premier League, alla Bundesliga e al futsal. Fino al 30 giugno 2021 era noto come Sky Sport Serie A, in quanto trasmetteva principalmente le partite della massima serie del calcio italiano. È visibile solo con il pacchetto Sky Calcio. |
| 203            |           | Sky Sport Tennis   | Già noto come Sky Sport Golf e, in seguito, Sky Sport Collection, è il canale dedicato al tennis. È visibile solo con il pacchetto Sky Sport. |
| 204            |           | Sky Sport Arena    | Canale dedicato a tutti gli altri sport e ad alcune partite della Bundesliga. È visibile con il pacchetto Sky Sport e, solo in occasione delle partite di calcio estero, anche con il pacchetto Sky Calcio. |
| 205            |           | Sky Sport Max      | Canale dedicato al calcio europeo e ai vari sport trasmessi su Sky, utilizzato anche in caso di più eventi in contemporanea. È visibile con il pacchetto Sky Sport e/o Sky Calcio. |
| 206            |           | Sky Sport Golf     | Canale interamente dedicato al golf. È visibile solo con il pacchetto Sky Sport. |
| 207            |           | Sky Sport F1       | Canale dedicato alle competizioni Formula 1, Formula 2, Formula 3 e Porsche Supercup. È visibile solo con il pacchetto Sky Sport. |
| 208            |           | Sky Sport MotoGP   | Canale dedicato alle competizioni MotoGP, Moto2, Moto3, MotoE e Superbike. È visibile solo con il pacchetto Sky Sport. |
| 209            |           | Sky Sport Basket   | Canale dedicato alla Turkis Airlines EuroLeague (tutte le gare che vedranno protagoniste le squadre italiane, insieme ad almeno altri due incontri a settimana), alla BKT EuroCup (tutti i match in cui sono coinvolte formazioni italiane) e all'NBA, della quale trasmette oltre 300 partite: 7 partite in diretta a settimana durante la regular season (inclusi i prime time di sabato e domenica), i play-off e le finali. Trasmette anche il basket femminile con la WNBA. Fino al 30 giugno 2025 era denominato Sky Sport NBA. È visibile solo con il pacchetto Sky Sport.                                                       |
| 210            |           | Sky Sport Legend   | Canale dedicato agli eventi che hanno fatto la storia dello sport, con partite memorabili, imprese leggendarie e grandi protagonisti. È visibile con il pacchetto base Sky TV. |
| 211            |           | Sky Sport Mix      | Canale multisport con il meglio degli appuntamenti dell'estate di Sky Sport. Primo appuntamento con "Diretta Wimbledon". È visibile solo con il pacchetto Sky Sport. |
| 213            |           | Sky Sport 4K       | Trasmette i principali eventi di Sky Sport in 4K HDR. I Gran Premi di F1, le partite in casa dell'Olimpia Milano in Euroleague Basketball e il Torneo di Wimbledon sono visibili solo con il pacchetto Sky Sport; le partite di Serie A, due per ogni turno, sono visibili solo con il pacchetto Sky Calcio (i match trasmessi in contemporanea anche su Sky Sport Uno sono visibili anche con il pacchetto Sky Sport); i documentari e le produzioni Sky Original e i match di UEFA Champions League, UEFA Europa League, UEFA Conference League, Premier League e Bundesliga sono visibili con il pacchetto Sky Sport e/o Sky Calcio. |
| 215, 216       |           | Sky Sport Business | Trasmette principalmente la stessa programmazione di Sky Sport Uno, venendo sostituita dalle partite di Serie A di cui Sky detiene i diritti solo per bar, ristoranti, hotel e altri locali pubblici. Nella stagione 2024/2025 ha trasmesso anche quattro gare per turno (dalla 31esima all'ultima giornata), playoff e playout di Serie B. È visibile esclusivamente nei bar, ristoranti e hotel affiliati a Sky. |
| dal 251 al 257 |           | Sky Sport          | Canali dedicati alle partite in contemporanea di Serie A, Serie C, Premier League, Bundesliga, UEFA Champions League, UEFA Europa League, UEFA Conference League e UEFA Youth League. Vengono utilizzati anche per la trasmissione dei match di baseball MLB, di rugby e del Torneo di Wimbledon. Sono visibili con i pacchetti Sky Sport e/o Sky Calcio. |
| 258, 259       | Sky Sport |                    | Canali dedicati alle partite in contemporanea di Serie A, Serie C, Premier League, Bundesliga, UEFA Champions League, UEFA Europa League, UEFA Conference League e UEFA Youth League. Vengono utilizzati anche per la trasmissione dei match di baseball MLB, di rugby e del Torneo di Wimbledon. Sono visibili con i pacchetti Sky Sport e/o Sky Calcio. |

## Servizi interattivi

### Sky Sport Active
Sui decoder Sky Box HD e My Sky HD, premendo il tasto verde, è possibile accedere a Sky Sport Active, che permette l'accesso a:
- gli highlights delle partite di Serie A, Serie B, Premier League, Bundesliga, LaLiga, Ligue 1, UEFA Champions League, UEFA Europa League e UEFA Europa Conference League e delle gare di Formula 1 e MotoGP;
- il calendario degli eventi in programma sui canali Sky Sport e le classifiche dei campionati di calcio italiani ed europei e dei campionati automobilistici;
- la diretta delle partite di Serie A, Serie B, Premier League, Bundesliga, Ligue 1, UEFA Champions League, UEFA Europa League, UEFA Conference League e UEFA Youth League;
- la diretta delle gare di Formula 1 e MotoGP con differenti inquadrature e telecamere.

### App Sky Sport
Sui decoder Sky Q, premendo il tasto verde, è possibile accedere all'applicazione Sky Sport per Sky Q, che permette l'accesso a:
- gli highlights delle partite di Serie A, Serie B, Premier League, Bundesliga, LaLiga, Ligue 1, UEFA Champions League, UEFA Europa League e UEFA Europa Conference League e delle gare di Formula 1 e MotoGP;
- le interviste a giocatori, allenatori e tecnici delle squadre di calcio e a piloti e tecnici delle scuderie;
- il calendario degli eventi in programma sui canali Sky Sport e le classifiche dei campionati di calcio italiani ed europei e dei campionati automobilistici;
- la diretta delle partite di Serie A, Serie B, Premier League, Bundesliga, Ligue 1, UEFA Champions League, UEFA Europa League, UEFA Europa Conference League e UEFA Youth League;
- la diretta delle gare di Formula 1 e MotoGP con differenti inquadrature e telecamere;
- Split-screen che permette la visione contemporanea di 2 eventi trasmessi da 2 canali differenti;
- la diretta di Sky Sport 24.

### Diretta Gol
Sui canali Sky Sport dal 251 al 259, durante le partite in diretta di Serie B, UEFA Champions League, UEFA Europa League e UEFA Europa Conference League è disponibile il servizio interattivo Diretta Gol. Il servizio permette l'accesso ad un mosaico, attraverso il quale è possibile vedere in diretta tutti gli incontri in onda in quel momento. Premendo il tasto verde del telecomando Sky è possibile accedere agli aggiornamenti delle classifiche di Serie B, alla classifica dei marcatori e a Gol Alert, replay dei gol segnati in diretta sui vari campi.

#### Sky Sport Plus
Sky Sport Plus è un servizio accessibile dal 12 febbraio 2024. Per utilizzarlo, è necessario sintonizzarsi su Sky Sport Tennis (canale 203) e premere il tasto verde del telecomando di Sky Q via satellite o il tasto interattività di Sky Glass, se connessi alla rete internet. Consente di accedere alle immagini in diretta dai campi di gioco curate e realizzate da ATP e WTA. Permette di fruire delle seguenti funzionalità:
- visualizzare feed dai campi dei tornei acquisiti da Sky seguiti dalla produzione internazionale ATP e WTA, con il commento originale;
- vedere uno o più incontri in diretta;
- seguire le partite dei giocatori italiani disponibili;
- accedere alla sezione Classifiche per visualizzare in tempo reale il ranking di singolare ATP e WTA.

È disponibile anche per la Premier League inglese e per la F1.

## Organigramma

### Direttori
| Nome             | Periodo                                         |
| ---------------- | ----------------------------------------------- |
| Giovanni Bruno   | 2003 - 2007; 1º luglio 2013 - marzo 2016        |
| Massimo Corcione | 2007 - 30 giugno 2013; marzo - 31 dicembre 2016 |
| Federico Ferri   | dal 1º gennaio 2017                             |

### Vicedirettori
- Martina Maestri - vicedirettore (delega news Sky Sport 24, sito e app)
- Guido Meda - vicedirettore (delega motori)

## Diritti televisivi

### Atletica leggera
- Diamond League (escluso il Golden Gala, fino al 2025)
- World Athletics Continental Tour (tutti gli eventi Gold in esclusiva)

### Baseball
- MLB (fino a 7 partite a settimana durante la regular season, All-Star Game, principali partite di postseason e tutte le partite delle World Series in diretta non esclusiva fino al 2026)

### Basket
- FIBA Men's Basketball World Cup 2027 (qualificazioni e fase finale in diretta non esclusiva)
- FIBA Women's Basketball World Cup 2026 (qualificazioni e fase finale in diretta non esclusiva)
- FIBA EuroBasket 2025 (qualificazioni e fase finale in diretta non esclusiva)
- FIBA Women's Eurobasket 2025 (qualificazioni e fase finale in diretta non esclusiva)
- Turkish Airlines Euroleague Basketball (principali partite in diretta non esclusiva fino alla stagione 2024/2025 e in diretta esclusiva fino alla stagione 2027/2028)
- 7DAYS Eurocup (principali partite in diretta non esclusiva fino alla stagione 2024/2025 e in diretta esclusiva fino alla stagione 2027/2028)
- Serie A (pallacanestro maschile) (due partite a giornata fino al 2028, sempre il big match della giornata; due partite per giornata dei quarti di finale dei playoff; tutte le semifinali e tutte le finali)
- Coppa Italia (pallacanestro maschile) (tutte le partite fino al 2028)
- Supercoppa italiana (pallacanestro maschile) (tutte le partite fino al 2028)
- NBA (fino al 2026 almeno 7 partite a settimana durante la regular season, tutti gli eventi dell'All-Star Weekend, principali partite dei play-offs e tutte le partite delle Finals in diretta esclusiva)

### Calcio

#### Italiano
- Serie A (3 partite per ogni turno in co-esclusiva, per un totale di 114 partite su 380 stagionali fino alla stagione 2028/2029)
- Serie C (1143 partite in esclusiva nazionale e 48 partite in co-esclusiva a stagione con regular season, play-off, play-out, Coppa Italia Serie C dagli ottavi alla finale e Supercoppa Serie C fino alla stagione 2027/2028)
- Coppa Italia (calcio femminile) (fino al 2027)
- Supercoppa italiana (calcio femminile) (fino al 2027)
- Serie A Women's Cup

#### Estero
- UEFA Champions League  (185 partite in esclusiva su 203 a stagione dal 2024/2025 al 2026/2027)
- UEFA Europa League (tutte le partite in esclusiva fino alla stagione 2026/2027, anche grazie a Diretta Gol)
- UEFA Conference League (tutte le partite in esclusiva fino alla stagione 2026/2027, anche grazie a Diretta Gol)
- UEFA Super Cup (in esclusiva fino alla stagione 2026/2027)
- UEFA Youth League (principali partite delle stagioni 2024/25, 2025/26 e 2026/27 in diretta esclusiva)
- Premier League (fino a sette match per ogni turno fino alla stagione 2024/2025 in esclusiva e fino a dieci match per ogni turno, compresi i friday night e i monday night, in esclusiva fino al 2027/2028)
- Bundesliga (fino a cinque partite per ogni turno in esclusiva fino alla stagione 2028/2029)
- Ligue 1 (le due migliori partite per ogni turno)
- DFL-Supercup (in esclusiva)
- Zweite Liga (due partite per ogni turno in esclusiva)
- Kings League
- Qualificazioni al campionato mondiale di calcio 2026

### Golf
- Italian Open
- The Masters Tournament
- U.S. Open
- PGA Championship
- The Open Championship (fino al 2024)
- DP World Tour (tutti i tornei in esclusiva fino al 2025)
- World Golf Championships (tutti i tornei in esclusiva fino al 2025)
- TGL (in esclusiva fino al 2026)
- Ryder Cup

### Judo
- Campionati mondiali di judo 2025

### Motori
- Formula 1 (prove libere di tutti i Gran Premi in diretta esclusiva, qualifiche e gara del GP Italia e di altri 4 Gran Premi in diretta non esclusiva e dei restanti Gran Premi in diretta esclusiva fino al 2027)
- FIA F2 Championship (prove libere, qualifiche e gare di tutti i Gran Premi in diretta esclusiva fino al 2027)
- FIA F3 ChampionshipFormula 3 (fino al 2027, prove libere, qualifiche e gare di tutti i Gran Premi in diretta esclusiva)
- MotoGP (prove libere e warm-up di tutti i Gran Premi in diretta esclusiva, qualifiche e gara del GP Italia e altri 5 GP in diretta non esclusiva e dei restanti Gran Premi in diretta esclusiva fino al 2025)
- Moto2 (prove libere e warm-up di tutti i Gran Premi in diretta esclusiva, qualifiche e gara del GP Italia e altri 5 GP in diretta non esclusiva e dei restanti Gran Premi in diretta esclusiva fino al 2025)
- Moto3 (prove libere e warm-up di tutti i Gran Premi in diretta esclusiva, qualifiche e gara del GP Italia e altri 5 GP in diretta non esclusiva e dei restanti Gran Premi in diretta esclusiva fino al 2025)
- MotoE (prove libere e warm-up di tutti i Gran Premi in diretta esclusiva, qualifiche e gara del GP Italia e altri 5 GP in diretta non esclusiva e dei restanti Gran Premi in diretta esclusiva fino al 2025)
- Porsche Mobil 1 Supercup (prove libere, qualifiche e gare di tutti i Gran Premi in diretta esclusiva fino al 2027)
- NTT IndyCar Series (gare di tutti i Gran Premi in diretta esclusiva fino al 2025)
- SBK (prove libere, qualifiche, Superpole e gare di tutti i Gran Premi in diretta esclusiva fino al 2025)
- Supersport (prove libere, qualifiche, Superpole e gare di tutti i Gran Premi in diretta esclusiva fino al 2025)
- Supersport 300 (prove libere, qualifiche, Superpole e gare di tutti i Gran Premi in diretta esclusiva fino al 2025)

### Nuoto
- Campionati mondiali di nuoto 2025

### Padel
- Premier Padel (fino al 2026)

### Pallamano
- Campionato mondiale maschile di pallamano 2025 (le partite dell'Italia in diretta esclusiva)

### Pallavolo
- CEV Champions League (maschile) (in diretta non esclusiva fino al 2026)
- CEV Champions League (femminile) (in diretta non esclusiva fino al 2026)

### Rugby
- Guinness Six Nations Championship (tutte le partite in diretta esclusiva fino al 2025)
- Guinness U-20 Six Nations Championship (tutte le partite in diretta esclusiva fino al 2025)
- TikTok Women's Six Nations (tutte le partite in diretta esclusiva fino al 2025)
- Currie Cup (semifinali e finale in diretta esclusiva)
- ITM Cup (finale in diretta esclusiva)
- The Rugby Championship (tutte le partite in diretta esclusiva fino al 2025)
- Super Rugby (principali partite in diretta esclusiva fino al 2025)
- Autumn Nations Series (tutti i test match in diretta esclusiva fino al 2025)
- United Rugby Championship (tutte le partite di Benetton Treviso e Zebre e i big-match di giornata in diretta esclusiva fino al 2025)

### Scherma
- Campionato europeo di scherma 2025
- Campionato mondiale di scherma 2025

### Tennis
- Davis Cup (principali partite della fase a gironi e della fase finale in diretta non esclusiva fino al 2028)
- Wimbledon (in esclusiva fino al 2030)
- ATP Tour (tutti i tornei Masters 1000, 500 e 250, tutte le partite delle ATP Finals e delle NextGenATP Finals in diretta esclusiva fino al 2028)
- WTA Tour (tutti i tornei WTA1000, WTA500 e WTA250, tutte le partite di WTA Finals e WTA Elite Trophy in diretta esclusiva fino al 2028)
- US Open  (fino al 2027 grazie all'accordo con SuperTennis)
- 6 Kings Slam

### Vela
- America's Cup
- Sail GP

## Conduttori, telecronisti e opinionisti ed inviati

### Conduttori

#### Sky Sport 24
- Alessandro Lupi
- Cristiana Buonamano
- Dalila Setti
- Dario Nicolini
- Davide Camicioli
- Eleonora Cottarelli
- Fabio Tavelli
- Federica Frola
- Federica Lodi
- Federica Masolin
- Francesca Piantanida
- Gaia Accoto
- Pier Francesco Monachino
- Giorgia Cenni
- Edoardo Cozza
- Leo Di Bello
- Licia Virdis
- Luca Tommasini
- Margherita Cirillo
- Marina Presello
- Mario Giunta
- Martina Quaranta
- Peppe Di Stefano
- Roberta Noè
- Sara Benci
- Sarah Castellana
- Stefano Meloccaro
- Valentina Mariani
- Vanessa Leonardi
- Vittoria Orlando

#### Sky Calcio
- Alessandro Bonan
- Davide Abrescia
- Fabio Caressa
- Fabio Tavelli
- Federica Lodi
- Federica Masolin
- Gianluca Di Marzio
- Gianluigi Bagnulo
- Giorgia Cenni
- Giorgio Porrà
- Leo Di Bello
- Luca Cilli
- Matteo Marani
- Marina Presello
- Mario Giunta
- Niccolò Omini
- Paolo Condò
- Sara Cristina Cometti
- Stefano Meloccaro
- Valentina Mariani
- Vanessa Leonardi

#### Bordocampisti ed Inviati
- Andrea Paventi
- Angelo Mangiante
- Bruno Palermo
- Filippo Benincampi
- Francesco Cosatti
- Francesco Modugno
- Gianluca Di Marzio
- Gianluigi Bagnulo
- Giorgia Cenni
- Giovanni Guardalà
- Luca Cilli
- Manuele Baiocchini
- Matteo Barzaghi
- Matteo Petrucci
- Marco Bovicelli
- Marco Demicheli
- Marco Nosotti
- Marina Presello
- Massimiliano Nebuloni
- Massimo Ugolini
- Niccolò Omini
- Paolo Aghemo
- Paolo Assogna
- Peppe Di Stefano
- Riccardo Re
- Valentina Caruso
- Valentina Mariani
- Vanessa Leonardi
- Ilaria Alesso

#### Sky Motori
- Antonio Boselli
- Davide Camicioli
- Ivan Capelli
- Marc Gene
- Mara Sangiorgio
- Matteo Bobbi
- Mauro Sanchini
- Sandro Donato Grosso
- Vera Spadini
- Vicky Piria

### Telecronisti

#### Sky Calcio
- Alessandro Sugoni
- Andrea Marinozzi
- Andrea Voria
- Antonio Nucera
- Calogero Destro
- Christian Giordano
- Cristiano Tognoli
- Daniele Barone
- Dario Massara
- Davide Polizzi
- Elia Faggion
- Fabio Caressa
- Federico Botti
- Federico Zancan
- Filippo Benincampi
- Gaia Brunelli
- Geri De Rosa
- Gianluca Di Marzio
- Gianluigi Bagnulo
- Giovanni Cristiano
- Giovanni Poggi
- Giuseppe Di Giovanni
- Luca Boschetto
- Lucio Rizzica
- Manuel Favia
- Massimo Marianella
- Matteo Marceddu
- Maurizio Compagnoni
- Nicola Roggero
- Nicolò Ramella
- Paolo Ciarravano
- Paolo Redi
- Pietro Nicolodi
- Riccardo Gentile
- Stefano Borghi
- Fabrizio Redaelli

#### Sky Motori
- Carlo Vanzini
- Edoardo Vercellesi
- Guido Meda
- Ivan Nesta
- Lucio Rizzica
- Marcello Puglisi
- Rosario Triolo
- Matteo Pittaccio

#### Sky Tennis
- Elena Pero
- Luca Boschetto
- Pietro Nicolodi
- Dario Massara
- Alessandro Lupi
- Paolo Ciarravano
- Fabio Tavelli
- Federico Zancan
- Andrea Solaini
- Dalila Setti
- Alessandro Sugoni
- Matteo Renzoni
- Stefano Pescosolido
- Federico Ferrero
- Andrea Paventi
- Paolo Aghemo
- Riccardo Bisti
- Niccolò Ramella
- Gaia Brunelli

#### Altri sport
- Federico Zancan
- Geri De Rosa
- Andrea Solaini
- Moreno Molla
- Nicola Roggero
- Paolo Ciarravano
- Pietro Nicolodi
- Flavio Tranquillo
- Alessandro Mamoli
- Davide Pessina
- Andrea Meneghin
- Alessandro Lupi
- Gianluigi Bagnulo
- Salvatore Torrisi
- Paolo Mariani
- Francesco Pierantozzi
- Federico Fusetti
- Paolo Malpezzi
- Andrea De Rossi
- Diego Dominguez
- Alessandro Moscardi
- Filippo Frati
- Maurizio Vancini

### Opinionisti e Commentatori Tecnici

#### Sky Calcio
- Aldo Serena
- Alessandro Costacurta
- Alessandro Del Piero
- Blerim Dzemaili
- Esteban Cambiasso
- Fabio Capello
- Fabio Quagliarella
- Fabio Tavelli
- Fayna
- Fernando Orsi
- Giancarlo Marocchi
- Gianfranco Teotino
- Gianluca Di Marzio
- Giorgia Cenni
- Giorgio Chiellini
- Giorgio Porrà
- Giuseppe Bergomi
- Lorenzo Minotti
- Luca Marchegiani
- Marco Bucciantini
- Massimo Gobbi
- Massimo Marianella
- Matteo Marani
- Paolo Condò
- Paolo Di Canio
- Riccardo Montolivo
- Stefano De Grandis
- Veronica Baldaccini

#### Sky Tennis
- Paolo Bertolucci
- Laura Golarsa
- Stefano Pescosolido
- Raffaella Reggi
- Laura Garrone
- Gianluca Pozzi
- Marco Crugnola
- Nicolò’ Cotto
- Barbara Rossi
- Salvatore Caruso
- Andrea Arnaboldi

#### Sky Motori
- Leo Turrini
- Marc Gené
- Marcello Puglisi
- Matteo Bobbi
- Mattia Pasini
- Mauro Sanchini
- Max Temporali
- Nico Rosberg
- Roberto Chinchero

## Programmi

### Calcio
- Buon Weekend il sabato
- Calciomercato - L'originale dal lunedì al venerdì dalle ore 23.00 alle ore 00.00, condotto da Alessandro Bonan
- Euro Show dal lunedì al venerdì dalle ore 14.00 alle ore 14.30, condotto da Niccolò Omini e/o da Valentina Mariani
- Goal Collection ogni domenica
- La Casa dello Sport Day la domenica dalle ore 11.30 alle ore 12.30 e dalle ore 14.30 alle ore 15.30
- La Casa dello Sport domenica dalle ore 12.30 alle ore 14.30
- La Casa dello Sport Super Post domenica dalle ore 17.00 alle ore 18.30
- TG Campo aperto domenica il racconto della giornata di sport dalle ore 20.00 alle ore 20.30
- Campo Aperto Domenica per il racconto del posticipo della domenica sera dalle ore 20.30 alle ore 22.45, condotto da Leo Di Bello
- Postpartita Serie B
- La casa dello sport internazionale ogni sabato pomeriggio alle ore 13.00, alle ore 15.30 e alle ore 18.00 e la domenica pomeriggio alle ore 17.00 e alle ore 19.30
- Il prepartita di Serie b ogni sabato pomeriggio dalle ore 13.30 e poi dalle ore 16.00 alle ore 16.30
- Sky Calcio - L'originale ogni sabato dalle ore 20.00 alle ore 20.45 e dalle ore 22.45 alle ore 00.00, condotto da Alessandro Bonan
- Sky Calcio Club ogni domenica dalle ore 22.45 alle ore 00.00, con la conduzione di Fabio Caressa
- Sky Calcio Club - Senza giacca ogni lunedì dalle ore 00.00 alle ore 00.30, con la conduzione di Fabio Caressa
- Sunday Morning ogni domenica dalle ore 9.30 alle ore 11.30
- Il Calcio è Servito dal lunedì al venerdì dalle ore 13.00 alle ore 14.00
- Basket Room dal lunedì al venerdì alle ore 16:45

#### Rubriche
- Bundesliga Remix
- Bundesliga Weekly
- Federico Buffa racconta
- Ligue 1 Highlights Show (fino al 2024)
- L'uomo della domenica
- Mister Condò
- Premier League Remix
- Premier League World
- Serie B Review
- Storie di Matteo Marani

### Motori

#### Formula 1
- Paddock Live
- Paddock Live #SkyMotori
- Paddock Live Gara
- Paddock Live Pit Walk
- Paddock Live Post-gara
- Paddock Live Qualifiche
- Paddock Live Show
- Race Anatomy F1

#### MotoGP
- Grid
- Paddock Live
- Paddock Live Show
- Paddock Live Ultimo Giro
- Race Anatomy MotoGP
- Talent Time
- Zona Rossa

### Wrestling
- AEW Dynamite (con la telecronaca di Moreno Molla e Salvatore Torrisi)

## Loghi

31 luglio 2003 - 28 giugno 2010
28 giugno 2010 - 2 luglio 2015
2 luglio 2015 - 2 luglio 2018
2 luglio 2018 - 19 settembre 2020
In uso dal 19 settembre 2020